# Clusiella macropetala
Clusiella macropetala är en tvåhjärtbladig växtart som beskrevs av José Cuatrecasas. Clusiella macropetala ingår i släktet Clusiella och familjen Calophyllaceae. Inga underarter finns listade i Catalogue of Life.